# Loches
Loches /lɔʃ/ è un comune francese di 7 180 abitanti situato nel dipartimento dell'Indre e Loira nella regione del Centro-Valle della Loira. Il comune è capoluogo del cantone e dell'arrondissement omonimi e fa parte della Communauté de communes Loches Développement.
I suoi abitanti si chiamano Lochois, Lochoises.

## Geografia fisica
Loches è una cittadina medievale vegliata dal più alto ed antico torrione d'Europa, costruito nel Medioevo da Folco III d'Angiò.

## Storia
Classificata Ville d'Art et d'Histoire, Ville fleurie e fra Les plus beaux détours de France, è oggi popolare fra gli inglesi che vi si trasferiscono in molti, anche rivendicando l'origine locale dei Plantageneti.

### Simboli
Il cobite fluviale è un pesce di fiume lungo una decina di centimetri chiamato loche in francese. La sua presenza sullo stemma comunale, in uso dal XV secolo, ne fa un'arma parlante.

## Monumenti e luoghi di interesse

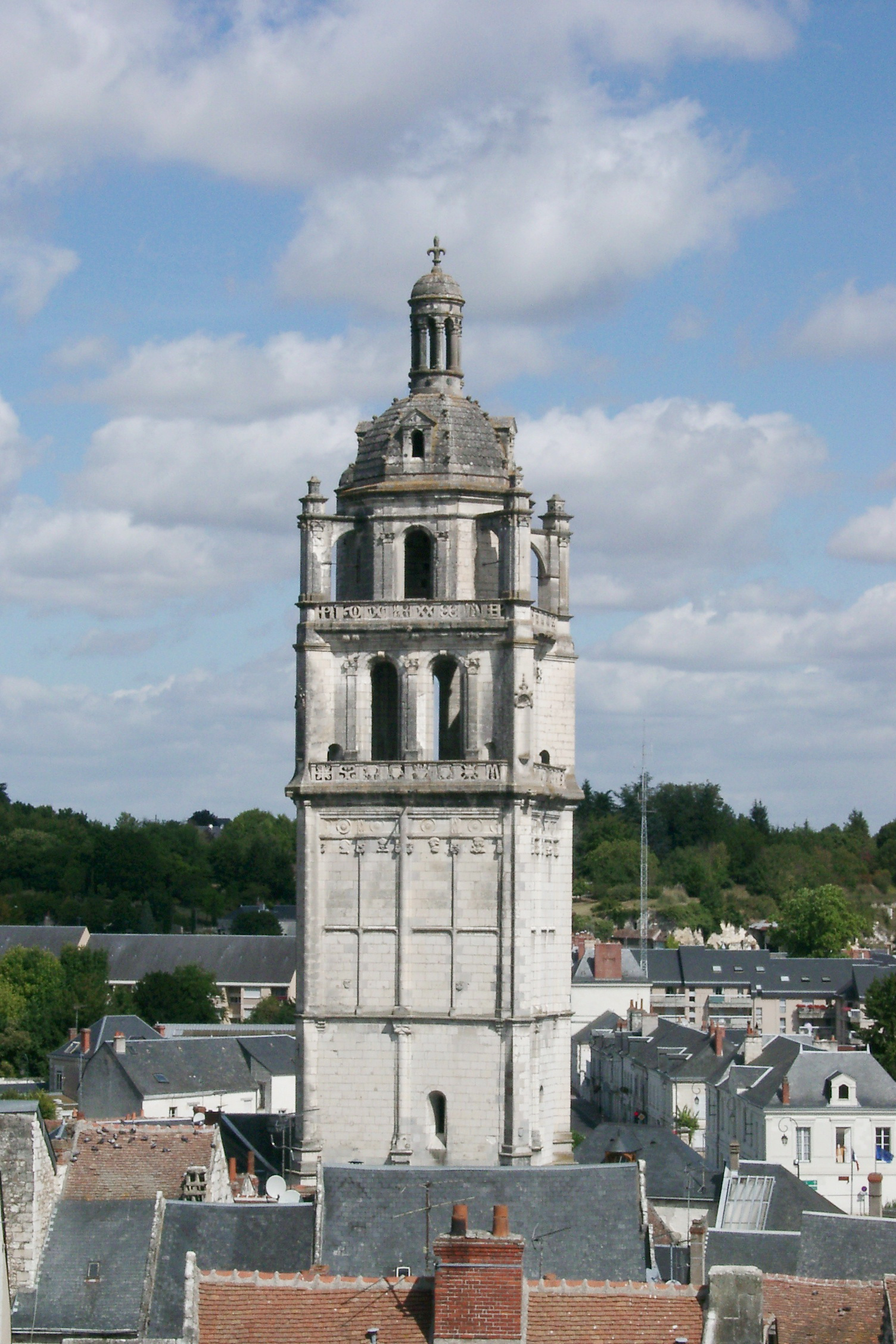
La torre di Sant'Antonio

Ai piedi del Castello di Loches, fortificazione degli Angiò, e circondata da una possente cinta muraria, la cittadina ha diversi monumenti come la collegiata di Sant'Orso (X-XII secolo), la residenza reale (oggi sede della sottoprefettura e costruita da Carlo VII) ed il torrione. Il donjon (torrione), oltre ad un mastio in rovina risalente al XII secolo, conserva il Martelet, celebrato come la prigione di Lodovico Sforza, Duca di Milano, che vi morì nel 1508, e la Tour Ronde, costruita per Luigi XI in cui si conservano le gabbie di ferro in cui sarebbero stati tenuti i prigionieri politici. Loches ha il municipio ed alcune case che risalgono al Rinascimento. Sulla riva destra della Loira si trova il villaggio di Beaulieu-lès-Loches, antica sede di baronia.

### Caravaggio
Il 26 gennaio 2006 sono stati trovati in una chiesa locale due quadri del Caravaggio, già identificati nel 1999 ma non ancora attribuiti al maestro italiano.

## Società

### Evoluzione demografica
Abitanti censiti

## Economia
Loches ha come attività produttive distillerie di liquore, produzione di vino, legno e mercato di bestiame.

## Amministrazione

### Gemellaggi
- Wermelskirchen
- Saint Andrews